# Бузукі
Бузукі (грец. Μπουζούκι) — музичний інструмент групи струнно-щипкових та родини лютні. Має резонатор грушеподібної форми та довгий гриф. Зазвичай має чотири пари подвійних металічних струн в строї (на відміну від баглами, що має 3 пари струн). Інструмент походить з Греції, складає сучасний класичний грецький оркестр або сольно супроводжує танці (зейбекіко, хасапіко) та популярні пісні (ребетіко, лаїко та сучасну лаїко).

## Походження
Походження бузукі як власне грецького музичного інструменту пов'язують зі свого роду трансформацією стародавньої пандури. Існують свідчення про існування у давньогрецькій музиці інструменту «пандуріон», також відомого як «трихорд», бо мав три ряди струн. Доказом цієї версії є знахідка з Мантінеї, датована IV століттям до н. е. і нині представлена в Національному археологічному музеї в Афінах: зображення боротьби між Аполлоном і Марсієм, поряд з ними на скелі змальована муза, що грає на пандурі. Відповідно до цієї точки зору, бузукі відігравала одну з провідних ролей у народній музиці, від Стародавньої Греції та Візантії до захоплення гецьких регіонів Османською імперією і розквіт у XX столітті. Впродовж століть форма і будова пандури змінювалася, утворювалися нові варіації інструменту. Як пише у своїй книзі «Візантійська музика» музикознавець Фівос Анояннакіс, попередник сучасної бузукі слугував одним з основних інструментів для викладання візантійської церковної музики за архієпископа Хрисанфа. Втім існує й версія турецького походження інструменту і його назви від турецького словосполучення «tambur-e bozorg» — дослівно «велика тамбура», а з часом турецькі «rg» замінилися літерою «к» у грецькій мові.

## Сучасна історія
Наприкінці 19 століття бузукі почала поступово зникати з грецької народної музики, коли в материковій Греції сформувалися дві основні оркестрові форми: 1 — кларнет, скрипка, лютня, сантурі і 2 — скрипка, лютня або ліра. Проте у другій половині XIX століття зародився музичний жанр ребетіко, до якого почали привносити і спровід бузукі. Навіть попри це довгий час музика бузукі не виходила за межі таверн і асоціювалася із кримінальними колами. 1935 року сформовано першу професійну трупу рембетіко, що включила дві бузукі, гітару та багламу або її варіанти. Трупу склали Маркос Вамвакаріс (спів, бузукі), Стратос Пагіумдзіс (спів), Анестіс Деліас (спів, бузукі, гітара), Йоргос Батіс (спів, баглама). Відтоді бузукі стала невіддільною частиною ребетіко. Серед найвідоміших музикантів бузукі того ччасу Маркос Вамвакаріс, Васіліс Цицаніс, Маноліс Хіотіс, Йоргос Міцакіс та багато інших. Великі зміни у будові й техніці бузукі здійснив Маноліс Хіотіс, який у 1950-х роках використав чотириструнну бузукі, у її сучасному вигляді, для запису пісень та виступів на сцені. Вона давала ширшу поліфонію, багатші акорди, також це значно полегшило виконавцю гру, бо дозволяло робити коротші рухи пальцями лівої руки. Спроби підсилити звучання бузукі за допомогою електроніки призвели до появи у 1960-х роках «електробузукі». Піонерами стали Маноліс Хіотіс і Георгіос Забетас, які виготовили й успішно застосували спеціальні звукознімачі (на бузукі встановлюються як активні, так і пасивні датчики, для бузукі їх виробляють компанії EMG, Lace Actodyne і Seymour Duncan). Наприкінці 1960-х років завдяки видатному грецькому композиторові Мікісу Теодоракісу, який створив музику для всесвітньо відомого фільму «Грек Зорба» з Ентоні Квінному головній ролі, народився танець сіртакі, що став зрештою візитною карткою Греції.

## Стрій інструменту
Бузуки має 2 конфігурації струн:
- 3 групи по 2 струни (3 хори), що вважається найдавнішою;
- 4 групи по 2 струни (4 хори) або класична.

У сучасних інструментах використовуються металеві струни. Найчастіше третій і четвертий хори містять по одній струні з обмоткою.

### Стрій інструменту з 3 хорами
Найпоширеніший лад — DAD.
| D | D# | E | F | F# | G | G# | A | A# | B  | C | C# | D |
| A | A# | B | C | C# | D | D# | E | F  | F# | G | G# | A |
| D | D# | E | F | F# | G | G# | A | A# | B  | C | C# | D |

В окремих випадках зустрічається, так званий, «чорний стрій» — EAE.
| E | F  | F# | G | G# | A | A# | B | C | C# | D | D# | E |
| A | A# | B  | C | C# | D | D# | E | F | F# | G | G# | A |
| E | F  | F# | G | G# | A | A# | B | C | C# | D | D# | E |

### Стрій інструмента з 4-ма хорами
Для інструмента з 4 хорами існує різноманіття варіантів строю.
- Найуживанішим вважається CFAD, бо найчастіше зустрічається в історичній літературі.

| D | D# | E | F  | F# | G  | G# | A | A# | B  | C  | C# | D |
| A | A# | B | C  | C# | D  | D# | E | F  | F# | G  | G# | A |
| F | F# | G | G# | A  | A# | B  | C | C# | D  | D# | E  | F |
| C | C# | D | D# | E  | F  | F# | G | G# | A  | A# | B  | C |

- Більшість початківців використовують DGBE (копіювання строю гітари з 1-ї по 4-ту струну).

| E | F  | F# | G  | G# | A | A# | B  | C  | C# | D | D# | E |
| B | C  | C# | D  | D# | E | F  | F# | G  | G# | A | A# | B |
| G | G# | A  | A# | B  | C | C# | D  | D# | E  | F | F# | G |
| D | D# | E  | F  | F# | G | G# | A  | A# | B  | C | C# | D |

- Використовують і стрій GDAE (копіювання строю мандоліни), однак довжина грифа бузукі при такому строї ускладнює гру на інструменті.

| E | F  | F# | G  | G# | A | A# | B | C  | C# | D | D# | E |
| A | A# | B  | C  | C# | D | D# | E | F  | F# | G | G# | A |
| D | D# | E  | F  | F# | G | G# | A | A# | B  | C | C# | D |
| G | G# | A  | A# | B  | C | C# | D | D# | E  | F | F# | G |

- В ірландській традиції закріпилися варіанти GDAD і ADAD як найзручніші в ключах G і D відповідно.

| D | D# | E | F  | F# | G | G# | A | A# | B  | C | C# | D |
| A | A# | B | C  | C# | D | D# | E | F  | F# | G | G# | A |
| D | D# | E | F  | F# | G | G# | A | A# | B  | C | C# | D |
| G | G# | A | A# | B  | C | C# | D | D# | E  | F | F# | G |

| D | D# | E | F | F# | G | G# | A | A# | B  | C | C# | D |
| A | A# | B | C | C# | D | D# | E | F  | F# | G | G# | A |
| D | D# | E | F | F# | G | G# | A | A# | B  | C | C# | D |
| A | A# | B | C | C# | D | D# | E | F  | F# | G | G# | A |

## Техніка гри
При виконанні музики на бузуки найчастіше використовується плектр або медіатор. Найвідповідніші товщини — від найгнучкішого (0,46 мм) до середнього (0,96 мм). Інструмент необхідно налаштовувати щоразу перед виконанням.
При грі сидячи інструмент розміщується на стегні, при цьому сильно не притискають його до себе, аби не заглушити звук і не ускладнити руху правої руки. При грі стоячи користуються ременем для класичної гітари. Регулюється він таким чином, щоб права рука в робочому положенні була зігнута майже під прямим кутом. Розташовувати інструмент слід таким чином, щоб резонатор опинився на рівні пояса, а голівка грифа — на рівні грудей або трохи вище (залежно від власних уподобань виконавця).
У переважній більшості випадків слід грати змінним штрихом. Така манера гри актуальна і для акомпанементу, і для соло.